# Perceive Its Beauty, Acknowledge Its Grace
Perceive Its Beauty, Acknowledge Its Grace è il primo album in studio del musicista jazz britannico Shabaka Hutchings, pubblicato il 12 aprile 2024 da Impulse! Records.

## Tracce
1. End of Innocence – 2:36
2. As the Planets and the Stars Collapse – 2:35
3. Insecurities (featuring Moses Sumney) – 4:39
4. Managing My Breath, What Fear Had Become (featuring Saul Williams) – 3:11
5. The Wounded Need to Be Replenished – 2:44
6. Body to Inhabit (featuring Elucid) – 7:28
7. I'll Do Whatever You Want (featuring Laraaji and Floating Points) – 7:43
8. Living (featuring Eska) – 3:41
9. Breathing – 4:27
10. Kiss Me Before I Forget (featuring Lianne La Havas) – 2:57
11. Song of the Motherland (featuring Anum Iyapo) – 4:45